# French Island, Wisconsin
French Island är en ort i La Crosse County i delstaten Wisconsin, USA.